# خيول بطيئة
خيول بطيئة (بالإنجليزية: Slow Horses)‏ هو مسلسل إثارة بريطاني مبني على رواية تحمل نفس الاسم للكاتب ميك هيرون. المسلسل من بطولة غاري أولدمان، أوليفيا كوك، جوناثان برايس وكريستين سكوت توماس. عرض على منصة أبل تي في + في 1 أبريل 2022.

## مسلسل Slow Horses: دراما الفشل والنجاح
Slow Horses هو مسلسل بريطاني يُركز على مجموعة من العملاء في جهاز المخابرات البريطانية الذين تم نفيهم إلى قسم خاص يُدعى "Slough House" بسبب أخطائهم المهنية. يقود هذه المجموعة العميل جاكسون لامب، الذي يتميز بذكائه اللاذع وأسلوبه غير التقليدي في حل القضايا. يقدم المسلسل مزيجًا من الدراما والكوميديا السوداء، حيث يستكشف الشخصيات وقصصهم الفردية بطريقة تعكس جوانب الفشل المهني والنجاح العرضي. من خلال هذا العمل، يعرض المسلسل واقع العمل في الاستخبارات بطريقة مغايرة للصورة التقليدية المأخوذة عن هذا العالم.